# پولوشکه
پولوشکه (به مجاری:  Pölöske) یک منطقهٔ مسکونی در مجارستان است که در زالا واقع شده‌است.